# Okrouhlo
Okrouhlo (en allemand : Okrauchlo) est une commune du district de Prague-Ouest, dans la région de Bohême-Centrale, en République tchèque. Sa population s'élevait à 708 habitants en 2020.

## Géographie
Okrouhlo se trouve à 4,2 km au nord-ouest de Jílové u Prahy, à 10 km à l'est-sud-est de Černošice et à 19 km au sud de Prague.
La commune est limitée par Zvole au nord-ouest, par Libeř au nord-est, par Petrov au sud-est et au sud, et par Březová-Oleško à l'ouest.

## Histoire
La première mention écrite de la localité date de 973.

## Administration
La communese compose de deux quartiers :
- Okrouhlo
- Zahořany

## Transports
Par la route, Okrouhlo se trouve à 6 km de Jílové u Prahy, à 22 km de Černošice et à 25 km du centre de Prague.